# Chiesa di San Geremia
La Chiesa di San Geremia (o meglio Chiesa di San Geremia profeta) dal 2018 detiene anche il titolo di Santuario di Santa Lucia (o Santuario di Lucia). Si trova a Venezia nel sestiere di Cannaregio. È un importante edificio di culto di origine medievale, ricostruito in più occasioni ma nelle attuali forme solo tra il XVIII e il XIX secolo. La struttura è ricca di opere d'arte. Custodisce varie illustri reliquie su cui primeggiano i resti mortali di santa Lucia da Siracusa, giunti nella chiesa nell'Ottocento, a seguito della demolizione della chiesa di Santa Lucia posta sul luogo della stazione ferroviaria di Venezia.

## Storia
La chiesa venne edificata nell'XI secolo, per poi essere più volte ricostruita. Già nel 1206, ospitava le spoglie mortali di San Magno, vescovo di Oderzo ed Eraclea, morto nel 670. Qui in effetti si era rifugiato, nel tentativo di fuggire ai Longobardi. Il campanile di mattoni a vista (forse risalente al XII secolo) presenta due strette bifore romaniche alla base.

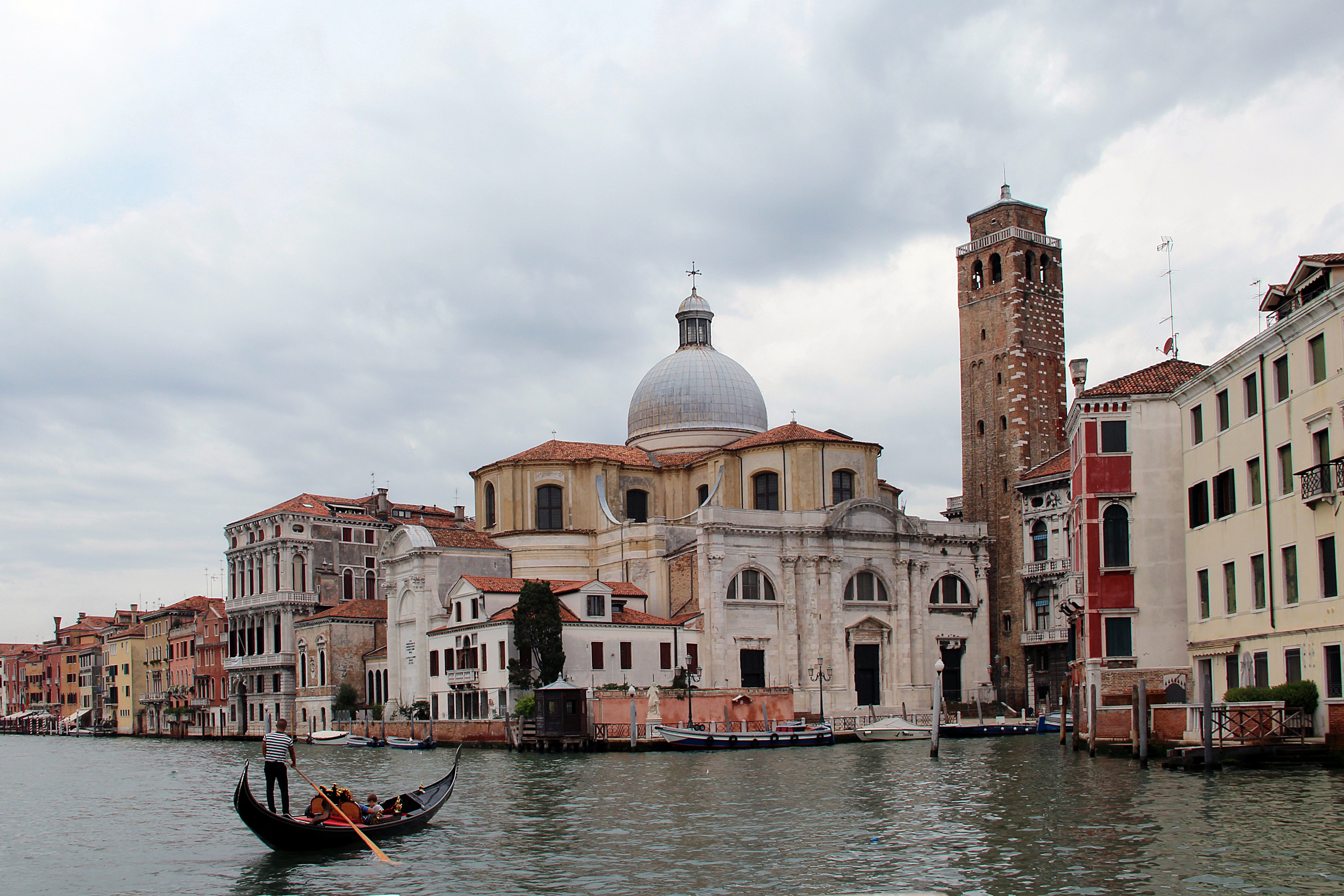
Il Canal Grande e il quartiere della chiesa di San Geremia (XIII-XVIII secolo).

La prima ricostruzione si deve al doge Sebastiano Ziani: nel 1292 avvenne la sua consacrazione.
Fino al 1615, di fronte all'altare della Beata Vergine del Popolo si radunava la confraternita del Suffragio dei Morti.
L'edificio attuale è stato progettato da Carlo Corbellini nel 1753. La prima messa nella chiesa ricostruita venne celebrata il 27 aprile 1760. Le facciate sul campo e sul Canale di Cannaregio, invece, sono del 1861, anno in cui finirono i lavori.
Dal Canal Grande si può leggere sulla parete dell'abside della chiesa questa iscrizione:
Il 27 giugno 1998 la chiesa è stata colpita da un incendio.
Nel 2018 la chiesa è stata elevata a santuario.

## Descrizione
L'interno della chiesa si caratterizza per la ricca architettura classicheggiante.
Molto bello e pregiato è l'altare, con il suo presbiterio, nel quale si possono ammirare le statue di San Pietro apostolo e San Geremia profeta, datate 1798, di Giovanni Ferrari. Sullo sfondo l'opera monocroma a fresco di Agostino Mengozzi Colonna Due Angeli in Atto di Sostenere il Globo.
Pregevole l'opera che appare sul quarto altare, La vergine assiste all’incoronazione di Venezia fatta dal vescovo San Magno di Palma il Giovane
Opere scultoree di nota sono la Madonna del Rosario di Giovanni Maria Morlaiter e L'Immacolata di Giovanni Marchiori.
Esiste nella chiesa una miracolosa scultura acheropita del Cristo risalente agli inizi del Seicento.

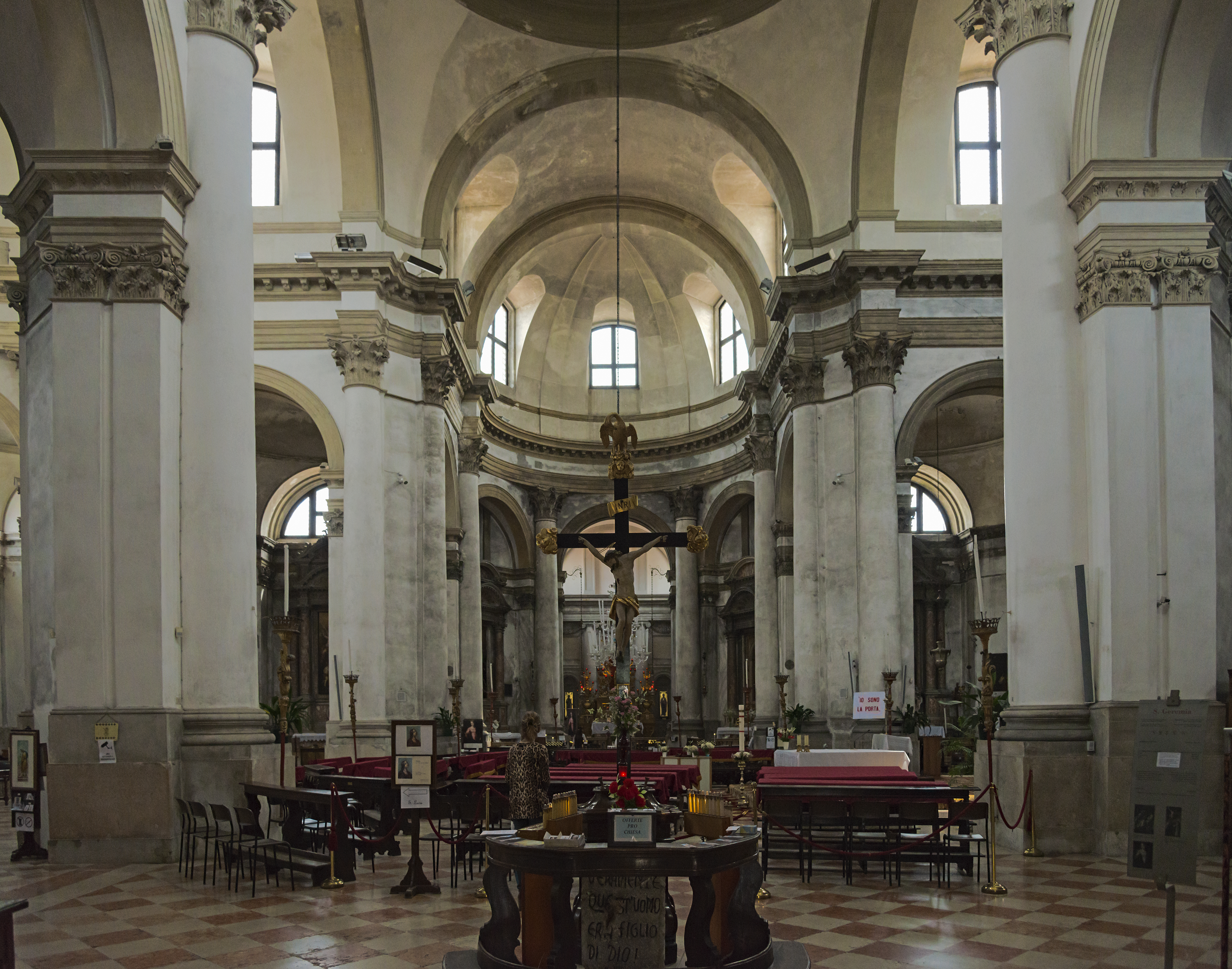
All'interno della chiesa
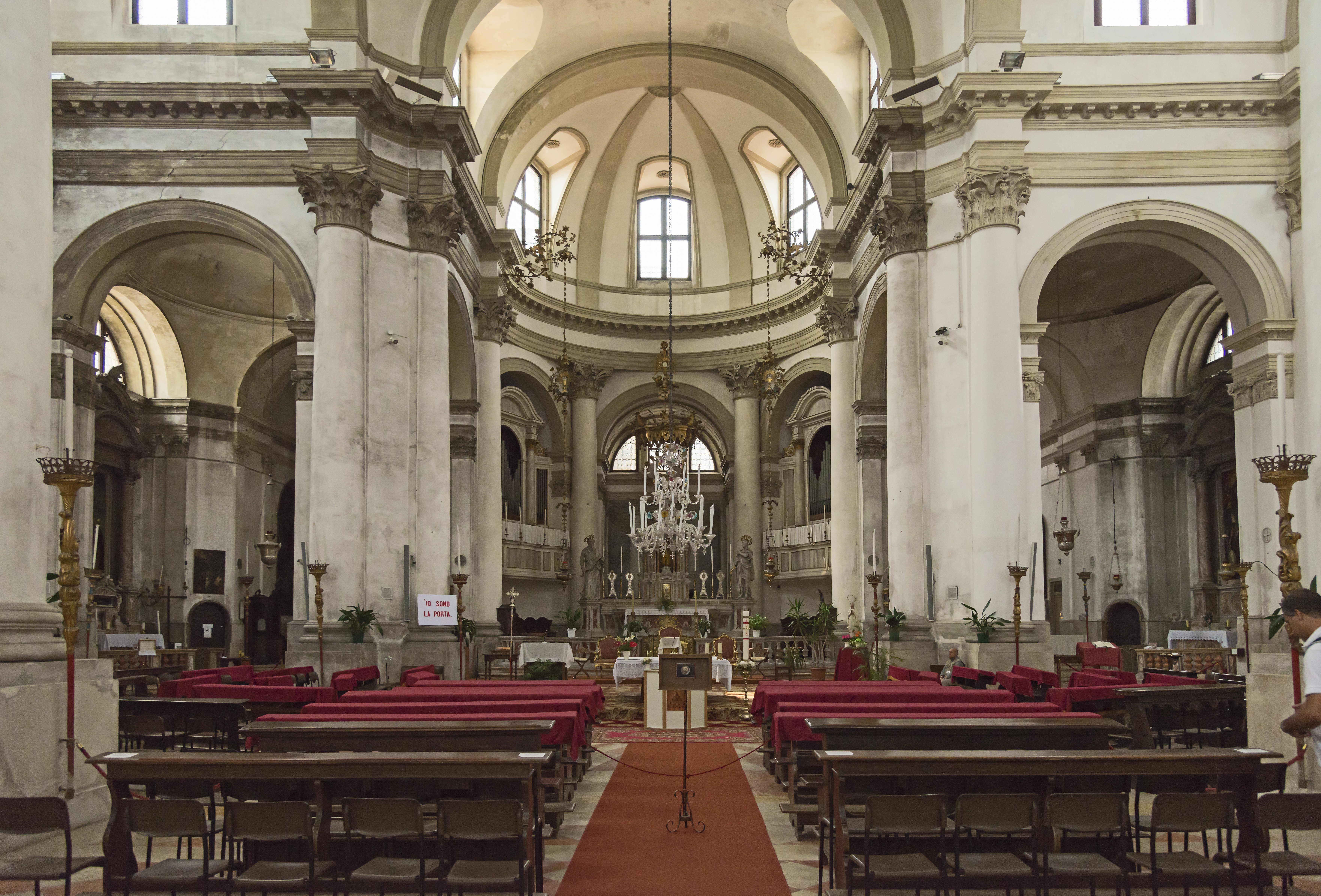
Di nuovo l'interno
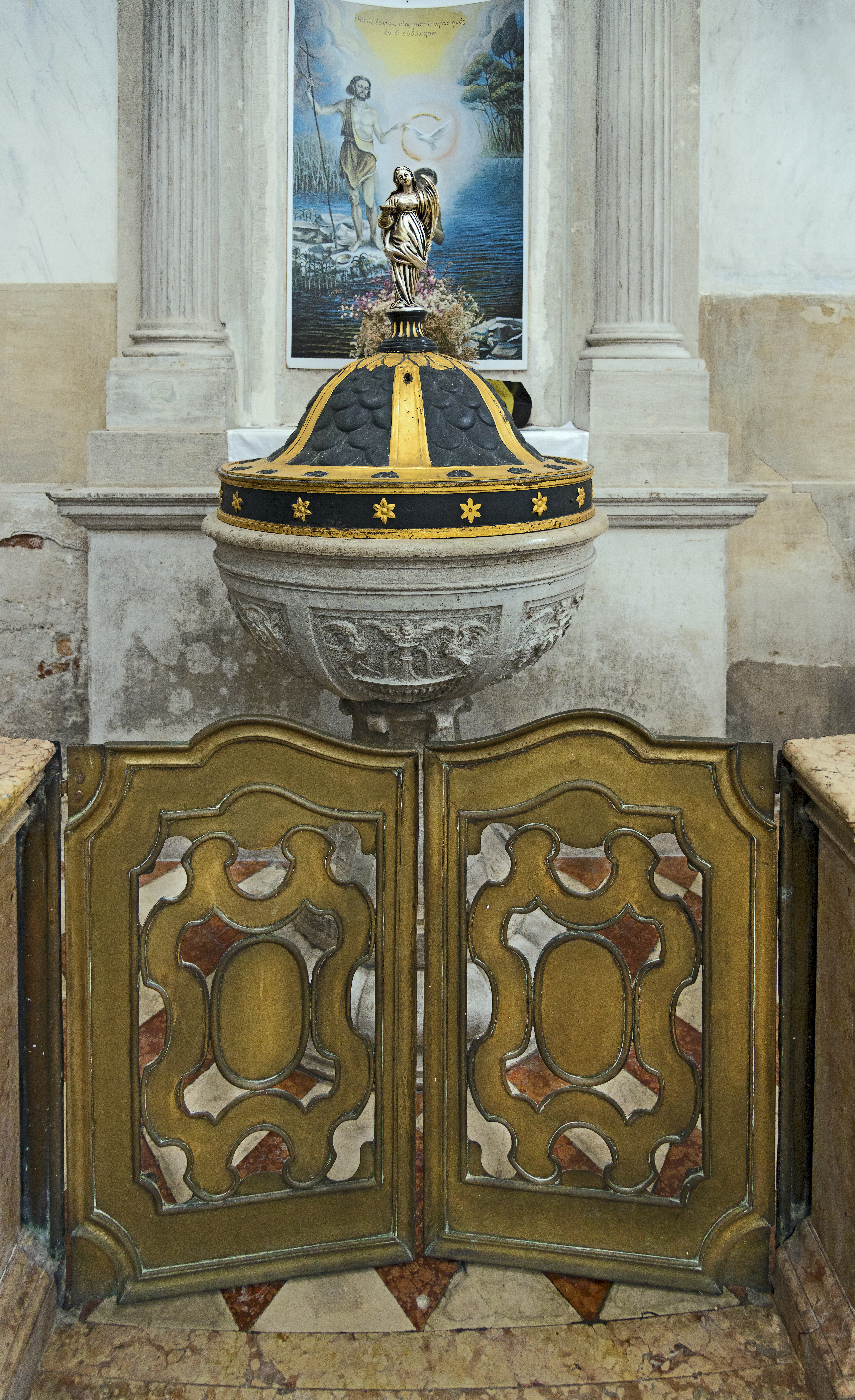
il fonte battesimale
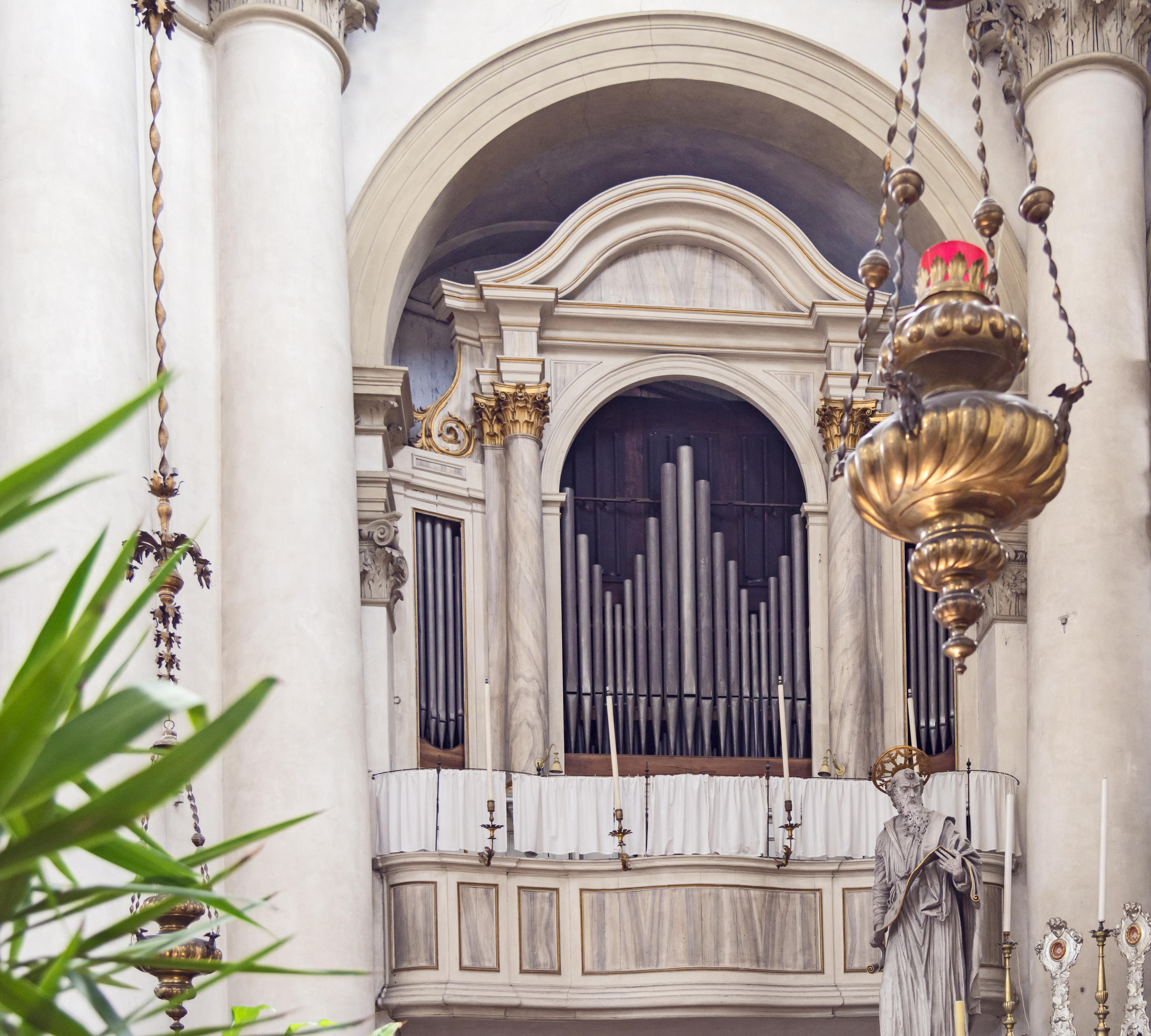
La cassa dell'organo sinistra
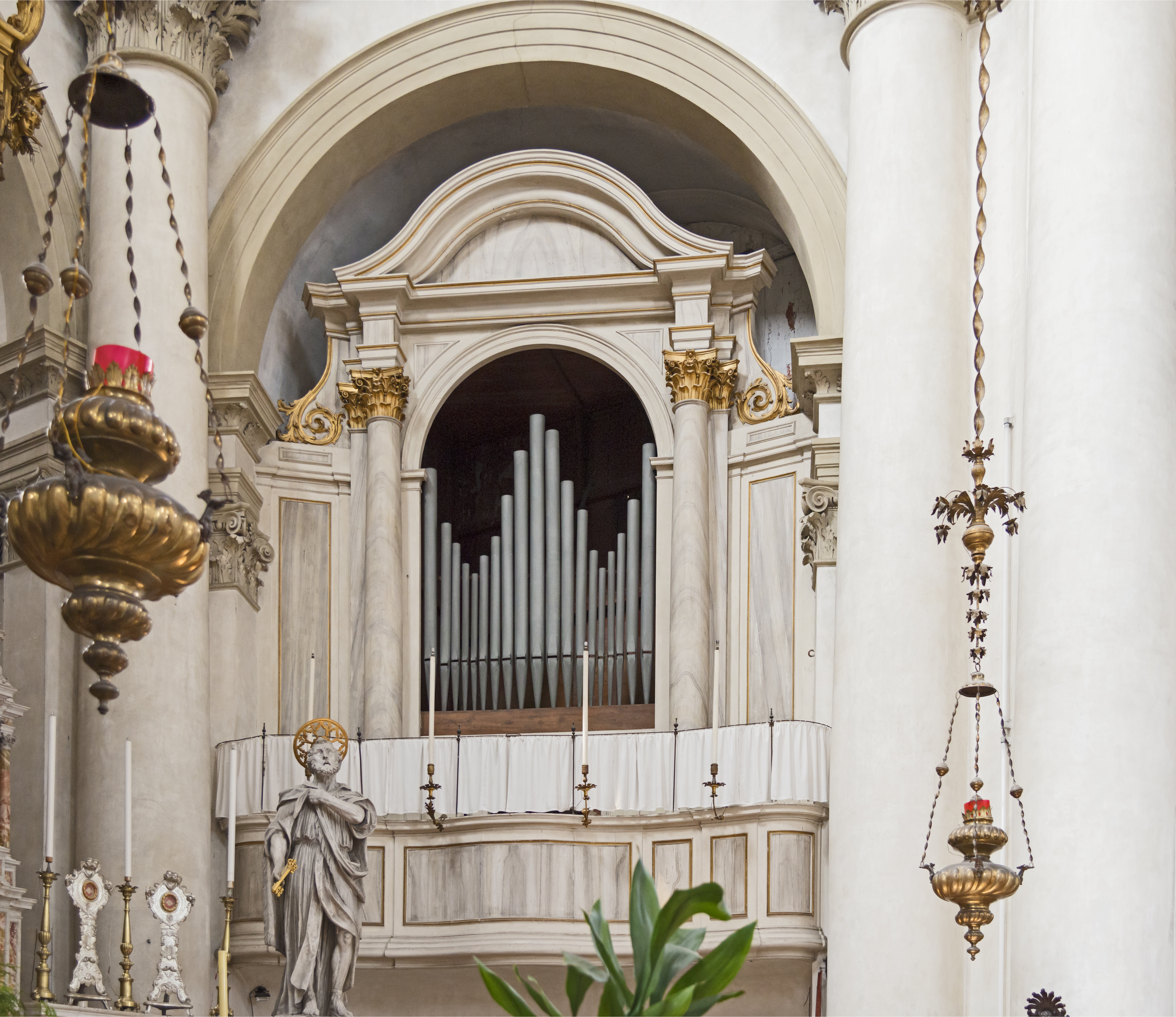
La cassa dell'organo destra
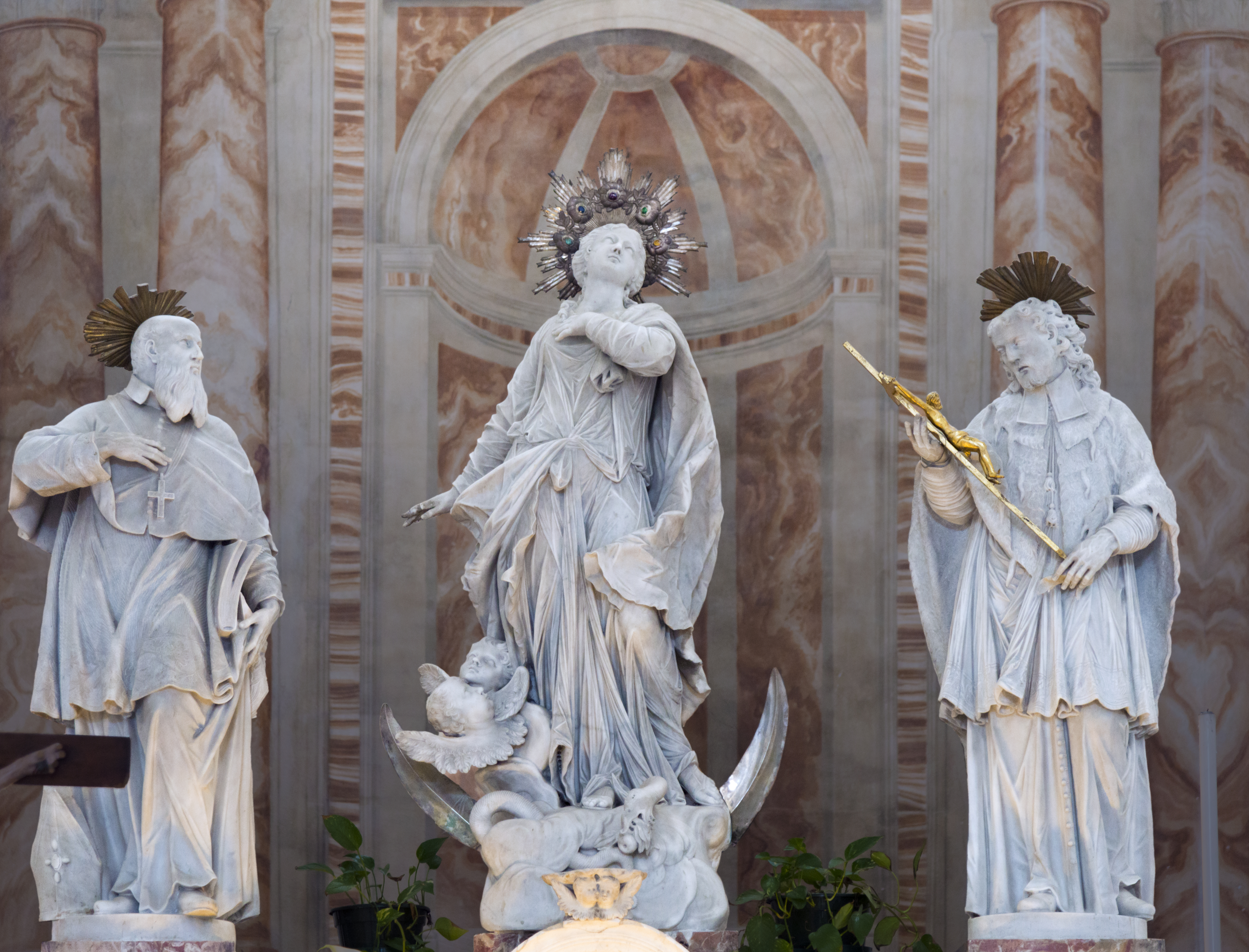
Vergine tra san Francesco di Sales e san Giovanni Nepomuceno
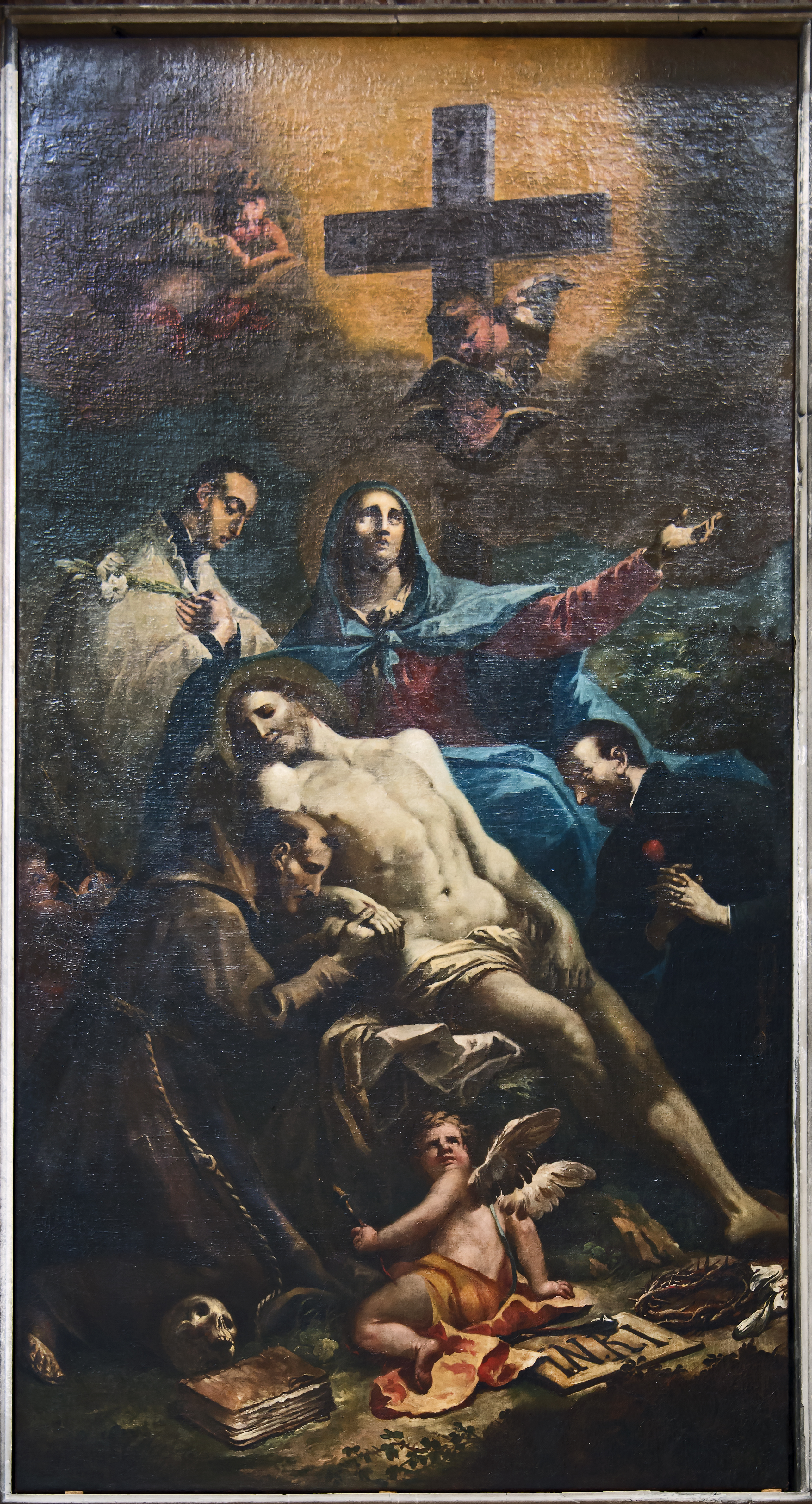
Deposizione di Cristo dalla croce di Agostino Ugolini
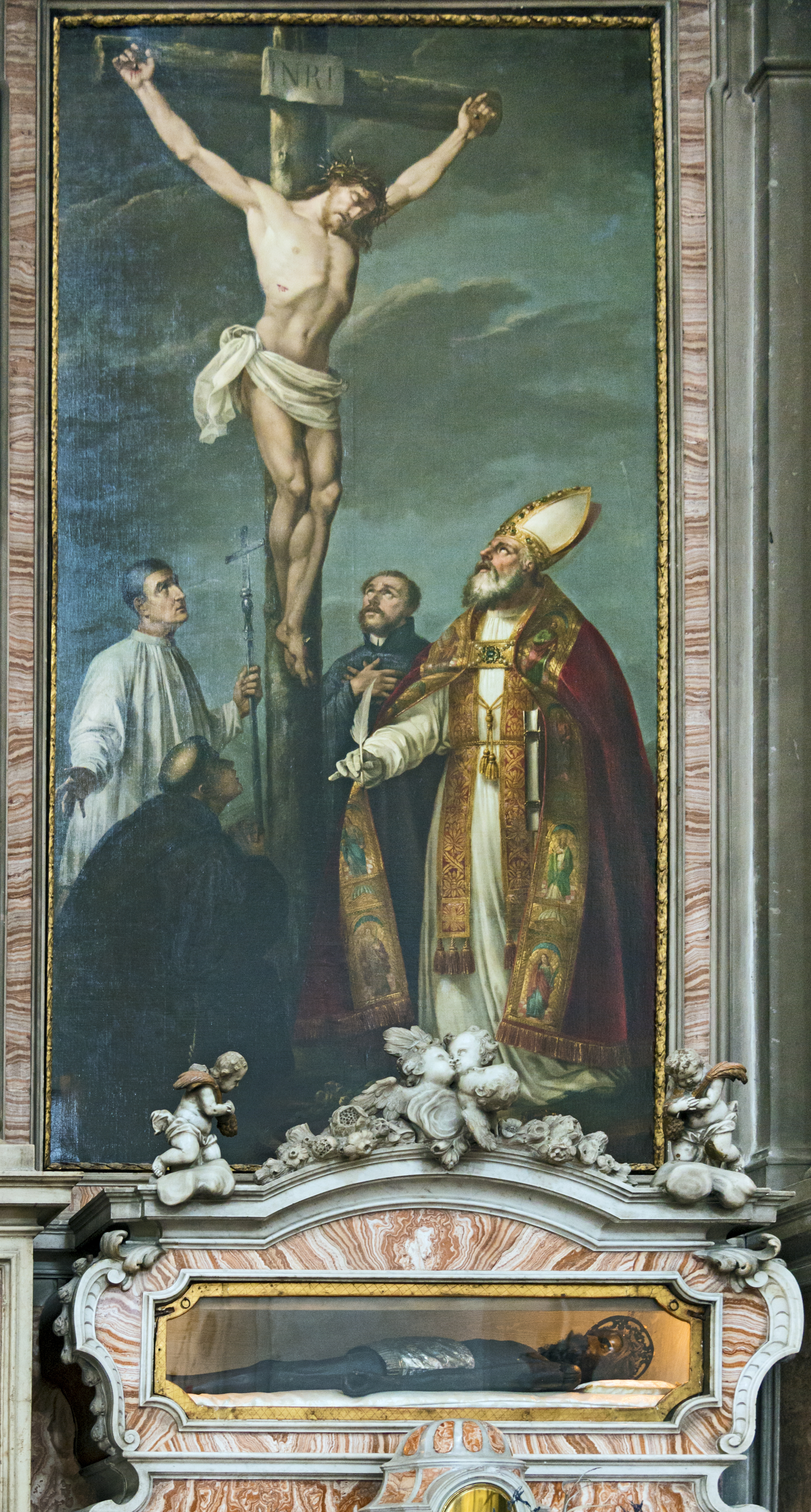
Cristo crocifisso di Sebastiano Santi
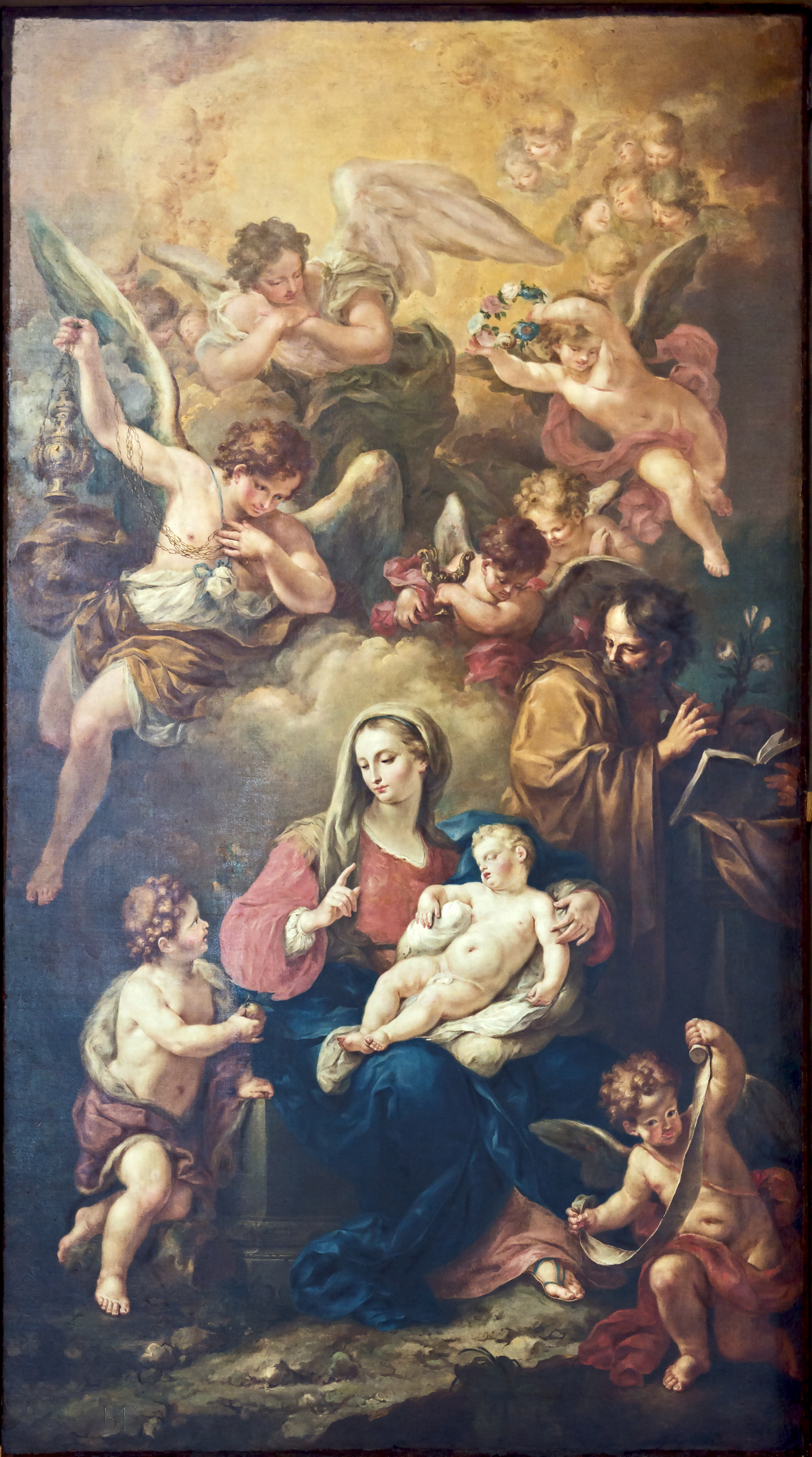
Sacra Famiglia di Giambattista Mengardi
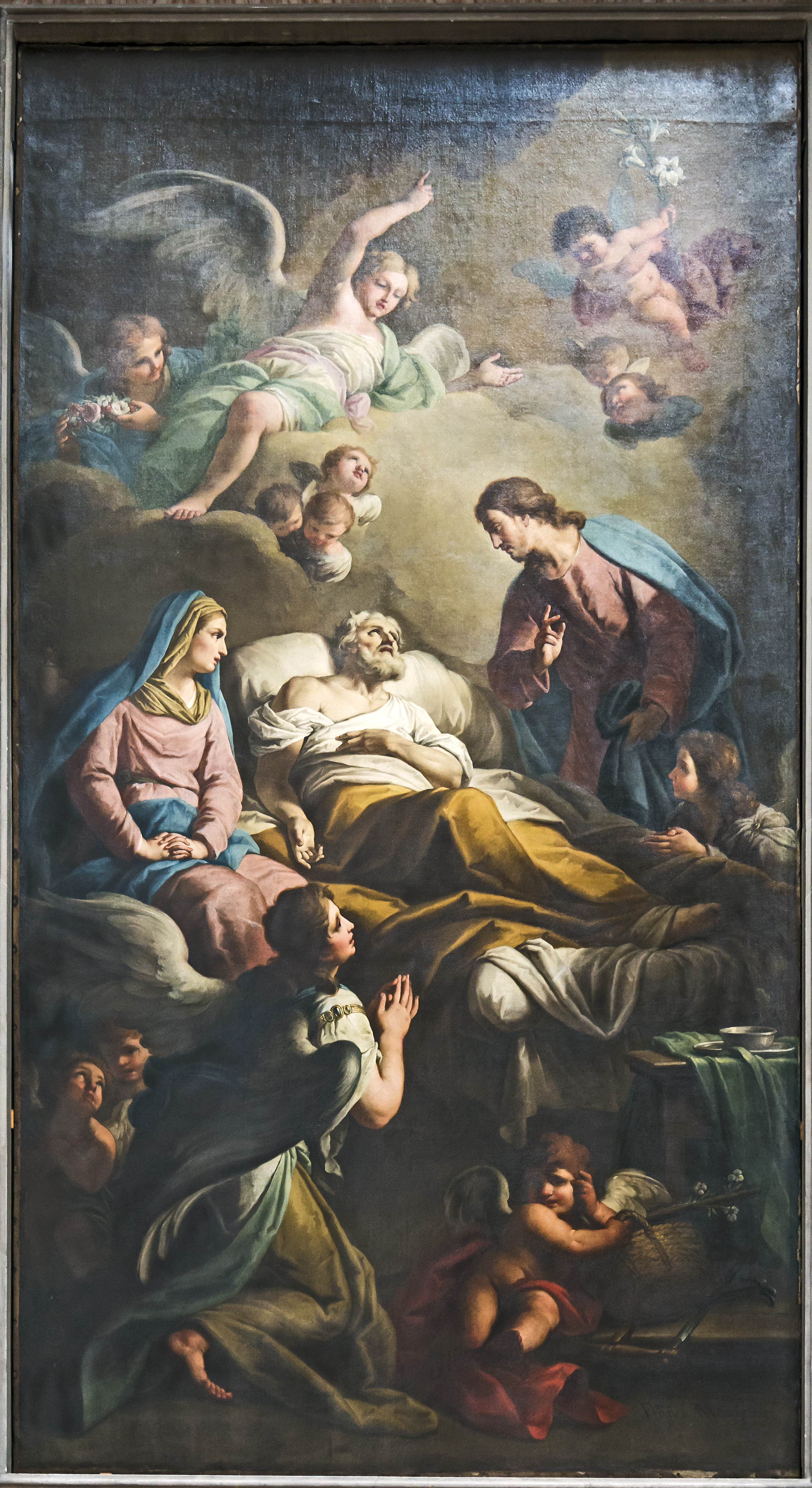
Morte di San Giuseppe di Francesco Maggiotto
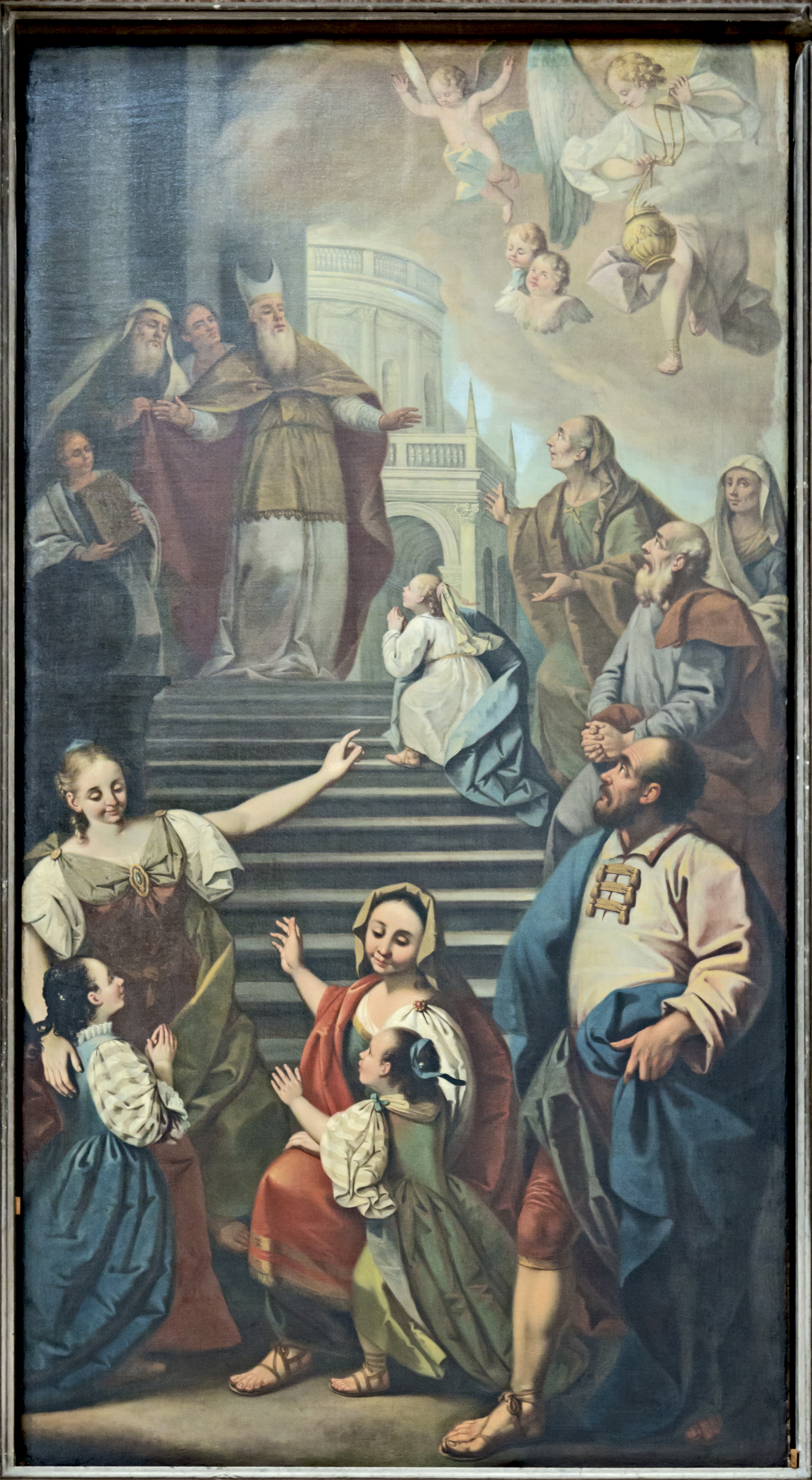
Presentazione di Maria al tempio di Bernardino Lucadello

## Il culto di santa Lucia
Nella chiesa di San Geremia sono conservate, a seguito della demolizione della chiesa di Santa Lucia, le spoglie mortali di una fra le più conosciute e venerate sante della cristianità, santa Lucia, vergine e martire siracusana. Il luogo è meta di pellegrinaggi di fedeli che, da ogni parte del mondo (in particolare da Siracusa), portano la loro venerazione alla santa.
La cappella in cui troviamo l'urna contenente le spoglie della santa è stata costruita col materiale della chiesa palladiana di Santa Lucia, abbattuta nel 1861 per dar spazio alla stazione ferroviaria di Venezia che ne conserva tuttora il nome.
Le spoglie della santa sono conservate nella teca attuale dall'11 luglio 1863.
Nel 1955 l'allora Patriarca di Venezia Angelo Roncalli, futuro papa Giovanni XXIII, fece porre una maschera d'argento sul volto, per proteggerlo dalla polvere.
Il 7 novembre 1981, alcuni delinquenti trafugarono dalla chiesa il corpo di Santa Lucia, con una vera e propria azione di rapina a mano armata, chiedendone un riscatto per la sua restituzione. La reliquia fu poi recuperata dalla polizia nella notte del 13 dicembre dello stesso anno, ossia nel giorno in cui ricorre la memoria liturgica della Santa, senza che fosse pagato alcun riscatto.
La devozione verso le reliquie della Santa si sono recentemente riaccese a seguito dell'elevazione a Santuario della Chiesa di San Geremia che diventa popolarmente "Santuario di Lucia".
Le spoglie di santa Lucia, che per vicissitudini storiche si trovano da molti secoli a Venezia, sono fortemente reclamate dalla popolazione di Siracusa, città natale della santa, perché tornino a riposare all'interno del sepolcro originario. Durante la dominazione araba della Sicilia le spoglie erano state nascoste e quando, nel 1039, il generale bizantino Giorgio Maniace riconquistò l'isola le portò a Costantinopoli. Da qui, nel 1204 durante la IV Crociata, il doge Enrico Dandolo le fece trasferire a Venezia. 

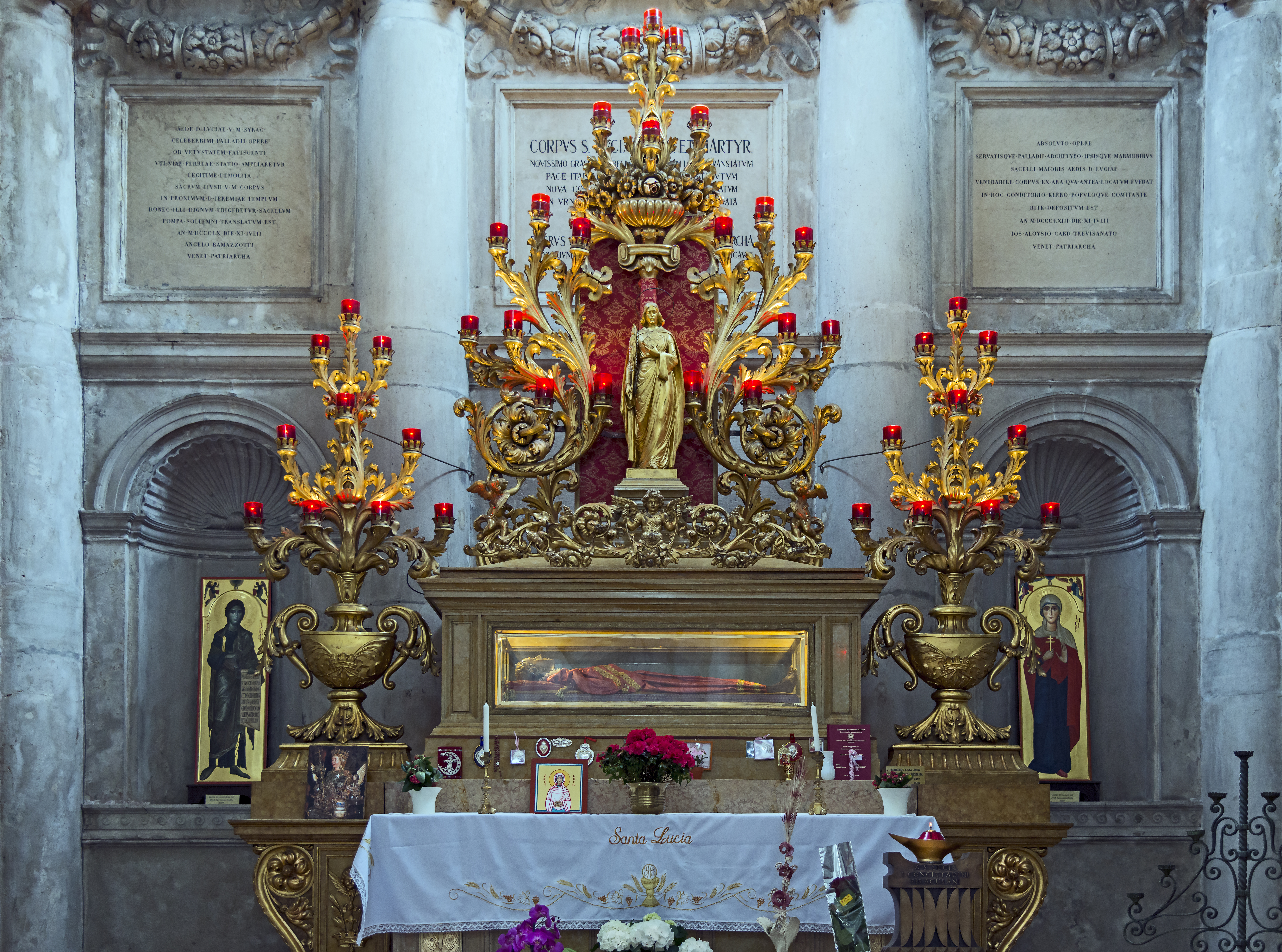
Reliquie di Santa Lucia